# José Francisco Molina Pérez (componist)
José Francisco Molina Pérez (Cocentaina, 1947) is een Spaans componist en dirigent.

## Levensloop
Al na zijn muziekstudie was Molina Pérez als freelance-componist werkzaam. Hij schrijft hoofdzakelijk werken voor koor, harmonieorkest en ensembles. Vooral in Spanje kent men zijn werken, die hij voor de festiviteiten van de Música Festera Mora y cristiano schrijft.

## Composities

### Werken voor banda (harmonieorkest)
- 1984 Kabileños '84, Marcha mora
- 2009 Honoris Causa, Marcha cristiana
- A la Llana, Marcha mora[1]
- Abraham Molina Mur, paso doble
- Aesval
- Al-Kadi, Marcha mora
- Al Meu Cunyat, Marcha mora[2]
- Almogávares
- Amado Capità, Marcha cristiana
- Cant d'Al.leluia, Marcha cristiana[3]
- L'Alcàsser Contestà, paso doble[4]
- Semita Proprius
- Víctor, Marcha cristiana

### Werken voor Dolçainers-ensemble
- Somni

## Media
1. ↑  A la Llana door "Banda di Música Unión Musical Contestana" o.l.v. Mario Roig Vila. Gearchiveerd op 29 augustus 2023.
2. ↑  Al Meu Cunyat door "Banda di Música Unión Musical Contestana" o.l.v. Mario Roig Vila. Gearchiveerd op 29 augustus 2023.
3. ↑  Cant d'Al.leluia door "Banda di Música Unión Musical Contestana", Agrupación vocal "Eduardo Torres" de Albaida en Clarialba de Montaverner o.l.v. José Francisco Molina Pérez. Gearchiveerd op 29 augustus 2023.
4. ↑  L'Alcàsser Contestà